# تشريك (بدرانلو)
تشريك (بالفارسية: چریک) هي قرية تقع في إيران في قسم بدرانلو الريفي. يقدر عدد سكانها بـ 270 نسمة في 58 عائلة حسب إحصاء سكان لعام 2006.